# Rezerwat przyrody Łabędziniec
Łabędziniec – faunistyczny rezerwat przyrody w województwie lubuskim, w powiecie strzelecko-drezdeneckim, w gminie Drezdenko.
- dokument powołujący – M.P. z 1959 r. nr 87, poz. 463.
- położenie – gmina Drezdenko, nadleśnictwo Karwin, leśnictwo Wilcze Doły (oddz. 193 a-f)[2], około 3,5 km na południowy wschód od miejscowości Gościm.
- cel ochrony – zachowanie ze względów naukowych i dydaktycznych siedlisk stanowiących miejsce rozrodu i przebywania ptactwa wodno-błotnego[1].
- przedmiot ochrony – 5 wysp na jeziorze Lubiatówko[3] o powierzchni od 0,05 do 2,17 ha[4]. Na wyspach gniazdują ptaki takie jak łabędź niemy, kormoran czarny, perkoz dwuczuby, rybołów (przed 1969 rokiem także czapla siwa)[5]. Wyspy porośnięte są drzewostanem olszowo-dębowo-sosnowym z domieszką buka, lipy, jaworu i brzozy w wieku od 30 do 160 lat[4]. Niektóre okazy dębów mają ponad 300 lat[5]. W podszycie występuje trzmielina zwyczajna, jarząb pospolity, dereń  świdwa, kruszyna pospolita, brzoza brodawkowata, buk zwyczajny, kalina koralowa[5]. W dobrze wykształconym runie rośnie m.in. śmiałek pogięty, pszeniec zwyczajny, trzcinnik piaskowy, nerecznica krótkoostna, nerecznica samcza, skrzyp leśny oraz gatunki chronione: konwalia majowa, marzanka wonna, bluszcz pospolity, przylaszczka pospolita, porzeczka czarna.
- powierzchnia – 2,90 ha[1] (akt powołujący podawał 4,30 ha).

Tereny rezerwatu Łabędziniec stanowią enklawę w utworzonym w 2000 roku rezerwacie Lubiatowskie Uroczyska, do którego z kolei od północy przylega rezerwat Czaplenice.
Rezerwat Łabędziniec położony jest w granicach dwóch obszarów sieci Natura 2000: obszaru specjalnej ochrony ptaków „Puszcza Notecka” PLB300015 oraz specjalnego obszaru ochrony siedlisk „Jeziora Gościmskie” PLH080036.
Obszar rezerwatu objęty jest ochroną czynną.

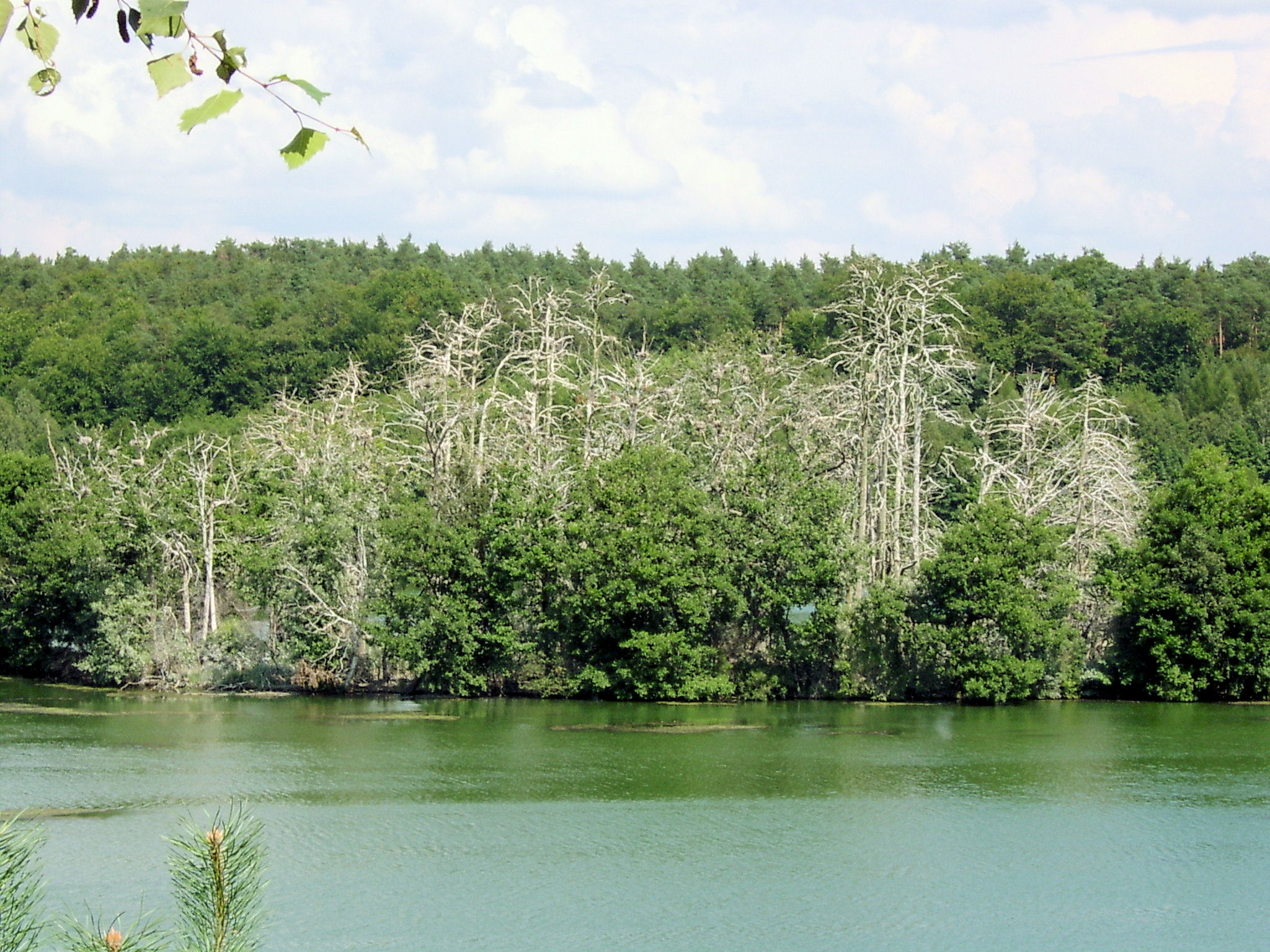
Wyspa Kormoranów
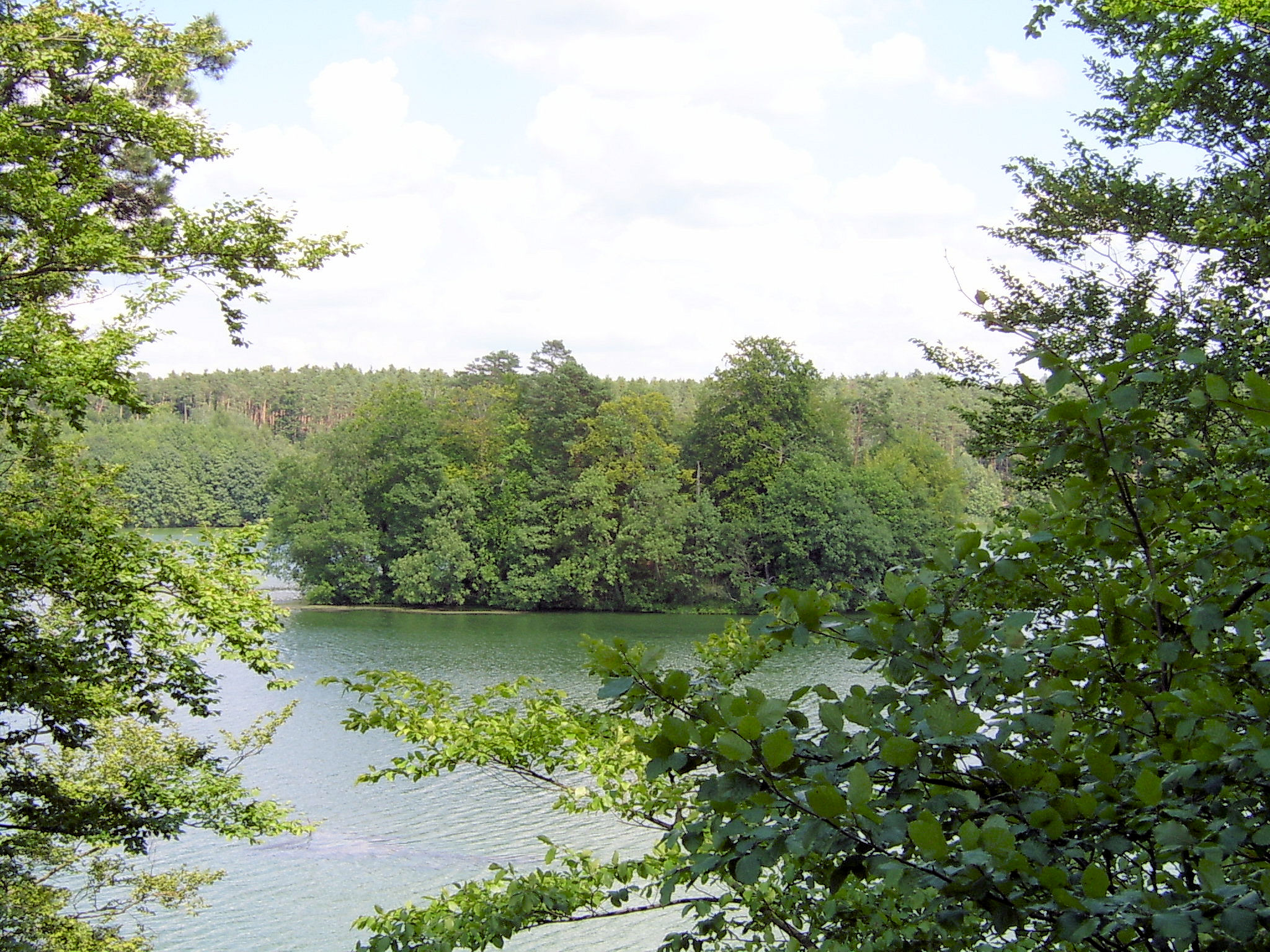
Jezioro Lubiatówko
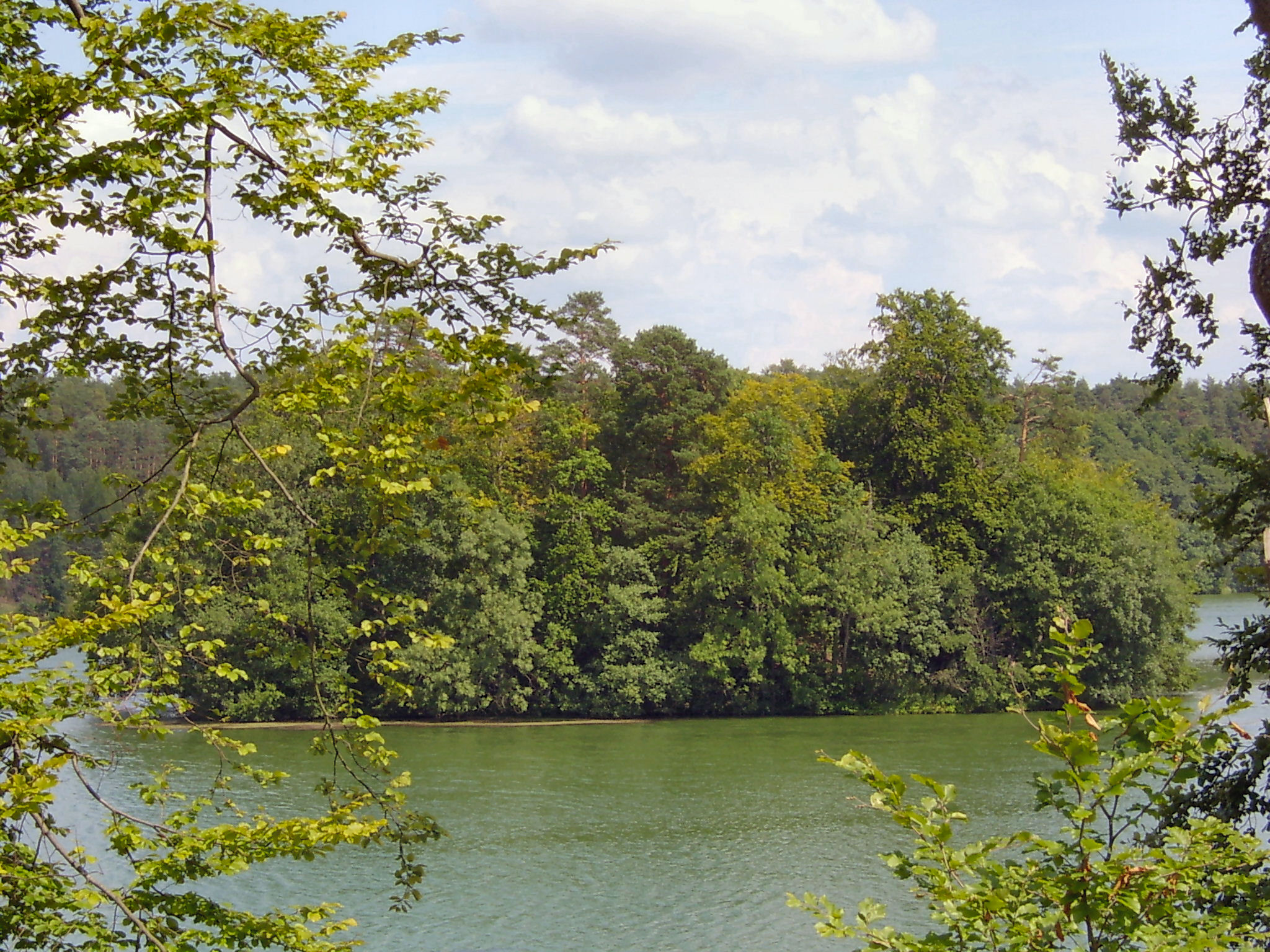
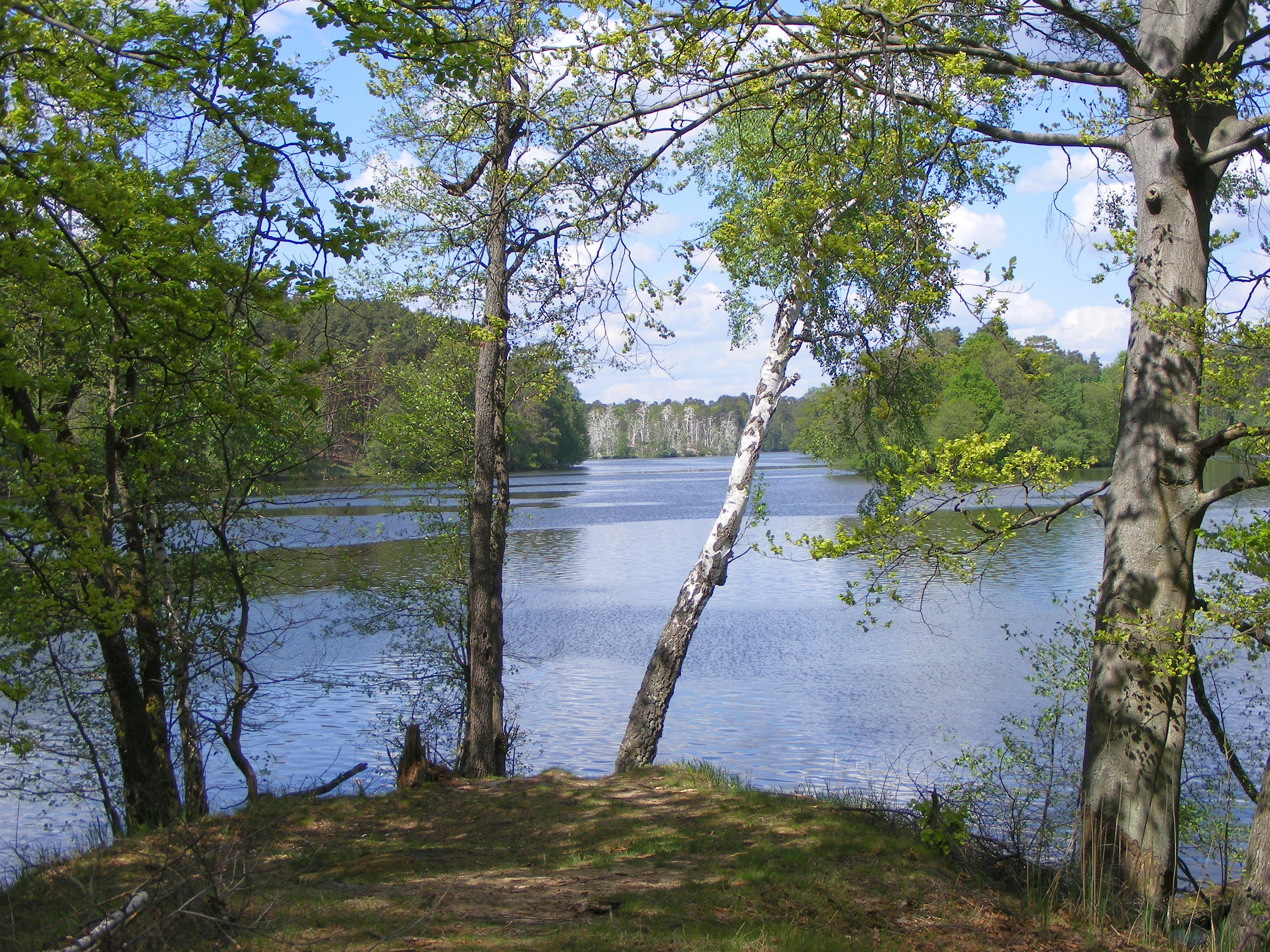